# Ґрейс Ніколс
Ґрейс Ніколс (англ. Grace Nichols; нар. 18 січня 1950) — англомовна поетеса і письменниця афро-карибського походження. Народилася у Гаяні, 27-річною емігрувала до Великої Британії.
У своїй творчості керується досвідом людини «між двох світів», де взаємодіють культури Англії й Карибів. У Британії її твори ввійшли до шкільної програми старших класів.
У 2007 р. Обрана до Королівського літературного товариства Великої Британії (The Royal Society of Literature).

## Біографія
Ґрейс Ніколс народилася у Джорджтауні, столиці Гаяни (країна Південної Америки, проте її культура ближча до Карибських острівних держав й історично вважалась частиною Британської Вест-Індії). Дитинство провела в маленькому селищі Гайдам (Highdam) на березі Атлантичного океану із братом і п'ятьма сестрами. 
У восьмирічному віці Ґрейс із родиною знову переїхала до столиці. На формування її світогляду значний вплив мали події наступних років, коли її батьківщина вела боротьбу за незалежність від Великої Британії (1953—1966). Згодом письменниця описала це у своїй першій повісті «Ціле вранішнє небо» (Whole of a Morning Sky, 1986). Вищу освіту Ніколс здобула в Університеті Гаяни. У Гаяні працювала вчителькою і журналісткою, а в 1977 емігрувала до Британії зі своїм чоловіком, поетом і драматургом Джоном Аґардом (John Agard). 
Мешкає на півдні Англії, виховує двох доньок.

## Творчість
Ніколс поєднує мотиви з історії африканських, карибських та американо-індіанських культур зі своїм сприйняттям сучасної Великої Британії. Ідеться про теми імміграції, самотності; також можливості розкриття унікального потенціалу людини, зосібна, через складні обставини, життєдайну силу творчості та культурної спадщини. Авторка вважає декламування поезії важливим елементом творчості; її вірші мають характерний ритм і вона часом використовує креольську мову. 
Перша збірка поезії Ніколс «Я — жінка довгих спогадів» (I is a Long-Memoried Woman, 1983) отримала Поетичну премію Співдружності націй і лягла в основу фільму, що був нагороджений золотою медаллю на одному з міжнародних кінофестивалів у Нью-Йорку (1990 — International Film and Television Festival, New York). Наступна збірка «Вірші огрядної чорної жіночки» (The Fat Black Woman's Poems, 1984) також отримала широке визнання. У творах гумористичного, сатиричного, а також серйозного змісту Ніколс висвітлює стереотипи, що обмежують жінку і глибину світосприйняття людини в цілому. Таке бачення авторки презентує досвід кількох культур. Ніколс продовжує писати поезію та коротку прозу для дорослих і дітей, бере участь у програмах для учнів молодших і старших класів.
У 1999—2000 рр. вона обіймала посаду Запрошеної поетеси в Галереї Тейт (Tate Gallery) у Лондоні. Ніколс — лауреатка літературних премій Великої Британії й Гаяни. Під її редагуванням вийшло декілька антологій, зокрема збірка поезії африканських, азійських та американо-індіанських авторів (1991).

## Вибрані твори
- «Я — жінка довгих спогадів» (I is a Long-Memoried Woman, 1983)
- «Вірші огрядної чорної жіночки» (The Fat Black Woman's Poems, 1984)
- «Ціле вранішнє небо» (повість, Whole of a Morning Sky, 1986)
- «Пікассо, віддай мені моє обличчя» (Picasso, I Want My Face Back, 2009)
- «Я перетнула океан: вибрані поезії» (I Have Crossed an Ocean, 2010)
- «Вірші безсоння» (The Insomnia Poems, видання заплановано на лютий 2017[8])

## Переклади українською
З віршем Ніколс «Ураган сягає Англії», 1996, що увійшов до шкільної програми в Британії, можна познайомитись в українському перекладі Євгенії Міхєєнко.
«Цей вірш… для мене з'єднує Англію і Кариби; бо, для мене, він несе відчуття відродження, коли жінка стає більш близькою до землі, що навколо.»
(Цитата: Ґрейс Ніколс, у відеозаписі; 2009, Newcastle Centre for the Literary Arts, UK; переклад Євгенії Міхєєнко).

## Нагороди
- Поетична премія Маркізи Чамлі, 2001 (Cholmondeley Award)[12]
- Премія Товариства Поезії (Велика Британія) за найкращу авторську збірку для дітей, 1994 (Poetry Book Society Award for Best Single Author Children's Collection)
- Поетична премія Гаяни, 1996 (Guyana Poetry Prize) за збірку Sunris
- Поетична премія Співдружності націй, 1983 (Commonwealth Poetry Prize)
- Грант від Британської Мистецької Ради, 1986 (Arts Council Writers' Award, UK)
- Обрана до Королівського літературного товариства Великої Британії, 2007[13]
- Guyana Poetry Award, 2008